# Bouquemont
Bouquemont település Franciaországban, Meuse megyében. Lakosainak száma 118 fő (2022. január 1.). Bouquemont Woimbey, Thillombois, Tilly-sur-Meuse és Troyon községekkel határos.

## Népesség
A település népességének változása:
| Lakosok száma | 130  | 100  | 101  | 94   | 132  | 119  | 111  | 104  | 109  | 118  |
|               | 1968 | 1982 | 1990 | 2006 | 2013 | 2015 | 2017 | 2019 | 2020 | 2022 |